# Ambrogio Doria
Ambrogio Doria (Génova, 1550 - Génova, 12 de junho de 1621) foi o 94.º Doge da República de Génova.

## Biografia
Membro da poderosa família Doria, era filho de Paolo Doria e Tommasina Grimaldi. A nomeação em 1621 como Doge, o quadragésimo nono na sucessão bienal e o nonagésimo quarto na história republicana genovesa, chegou rapidamente ao fim pelo súbito derrame cerebral que levou à morte do novo Doge Ambrogio Doria, em Génova, a 12 de junho de mesmo ano. Doria foi casado com Gerolama Centurione e teve três filhos: Paolo Francesco, Maria e Paola.